# Biblioteca Folger Shakespeare
La Biblioteca Folger Shakespeare es una biblioteca de investigación independiente en Capitol Hill en Washington D. C., Estados Unidos. Tiene la colección más grande del mundo de obras impresas de William Shakespeare y es un depósito principal de materiales raros del período moderno temprano (1500-1750) en Gran Bretaña y Europa. La biblioteca fue fundada por Henry Clay Folger en asociación con su esposa, Emily Jordan Folger. Se inauguró en 1932, dos años después de su muerte.
La biblioteca ofrece programas académicos avanzados y alcance nacional para maestros de aulas K-12 sobre la educación de Shakespeare. Otras actuaciones y eventos en el Folger incluyen el galardonado Teatro Folger, que produce teatro inspirado en Shakespeare; Folger Consort, el conjunto residente de música antigua; la serie de poesía OB Hardison; la Serie de Lectura de PEN/Faulkner; y muchas otras exhibiciones, seminarios, charlas y conferencias, y programas familiares. También tiene varias publicaciones, incluidas las ediciones de las obras de Shakespeare de la Biblioteca Folger, la revista Shakespeare Quarterly, los libros de recursos para profesores Shakespeare Set Free y catálogos de exposiciones . Folger también es líder en métodos de conservación de materiales raros.
La biblioteca está financiada y administrada de forma privada por los fideicomisarios de Amherst College. El edificio de la biblioteca figura en el Registro Nacional de Lugares Históricos. 

## Historia
El ejecutivo de Standard Oil of New York, Henry Clay Folger , graduado de Amherst College y de la Universidad de Columbia , fue un ávido coleccionista de Shakespeareana , que comenzó en 1889 con la compra de un cuarto folio de 1685.  Hacia el final de la Primera Guerra Mundial, él y su esposa Emily Jordan Folger comenzaron a buscar una ubicación para una biblioteca de Shakespeare basada en su colección. Eligieron una ubicación adyacente a la Biblioteca del Congreso en Washington D. C.. Luego, el terreno fue ocupado por casas adosadas y Folger pasó varios años comprando los lotes separados. El sitio fue designado para ampliación por la Biblioteca del Congreso, pero en 1928, el Congreso aprobó una resolución que permitía su uso para el proyecto de Folger.  
La primera piedra de la biblioteca se colocó en mayo de 1930, pero Folger murió poco después. La mayor parte de la fortuna de Folger quedó en fideicomiso , con Amherst College como administrador, para la biblioteca. Los primeros miembros de la junta incluyeron al expresidente y graduado de Amherst Calvin Coolidge, el segundo presidente de la junta directiva. Debido a la crisis bursátil de 1929, el patrimonio de Folger era menor de lo que había planeado, aunque seguía siendo sustancial. Emily Folger, que había trabajado con su marido en su colección, aportó los fondos para completar el proyecto. La biblioteca abrió sus puertas el 23 de abril de 1932, aniversario de lo que se cree que es la fecha de nacimiento de Shakespeare. Emily Folger permaneció involucrada en su administración hasta poco antes de su muerte en 1936.  En 2005, la Junta de Gobernadores de Folger asumió la administración de Folger bajo los auspicios de la Junta de Síndicos de Amherst, aunque la junta de Amherst continúa gestionando el presupuesto de Folger.
El primer lector oficial de Folger fue B. Roland Lewis, quien más tarde publicó Los documentos de Shakespeare: facsímiles, transliteraciones, traducciones y comentarios basados en su investigación. Las primeras becas se distribuyeron en 1936.  Las primeras exposiciones de Folger presentaban artículos atractivos de la colección, incluida la copia de las obras de Shakespeare de Ralph Waldo Emerson , un laúd isabelino y el traje de Ricardo III de Edwin Booth.  Las prácticas actuales para las exposiciones de Folger no comenzaron hasta 1964, cuando se inauguró la primera exposición comisariada in situ.  Durante la Segunda Guerra Mundial, 30.000 artículos de la colección Folger fueron transportados bajo vigilancia a la Biblioteca Converse del Amherst College, donde fueron almacenados durante la guerra en caso de un ataque enemigo a Washington D. C. 
Muchos de los eventos y programas públicos actuales de Folger comenzaron en la década de 1970 bajo el liderazgo del director OB Hardison. Bajo su dirección, el teatro Folger se adaptó al código de incendios de Washington D. C., lo que permitió actuaciones del Folger Theatre Group, la primera compañía profesional de la biblioteca. La Serie de Poesía Folger también comenzó en 1970. Hardison formó el Instituto Folger, que coordina los programas académicos y la investigación en la Biblioteca. Folger Consort, el conjunto de música antigua de la biblioteca, comenzó a actuar en 1977. 
El primer director de la biblioteca, de 1940 a 1946, fue Joseph Quincy Adams Jr. 

## Edificios y terrenos

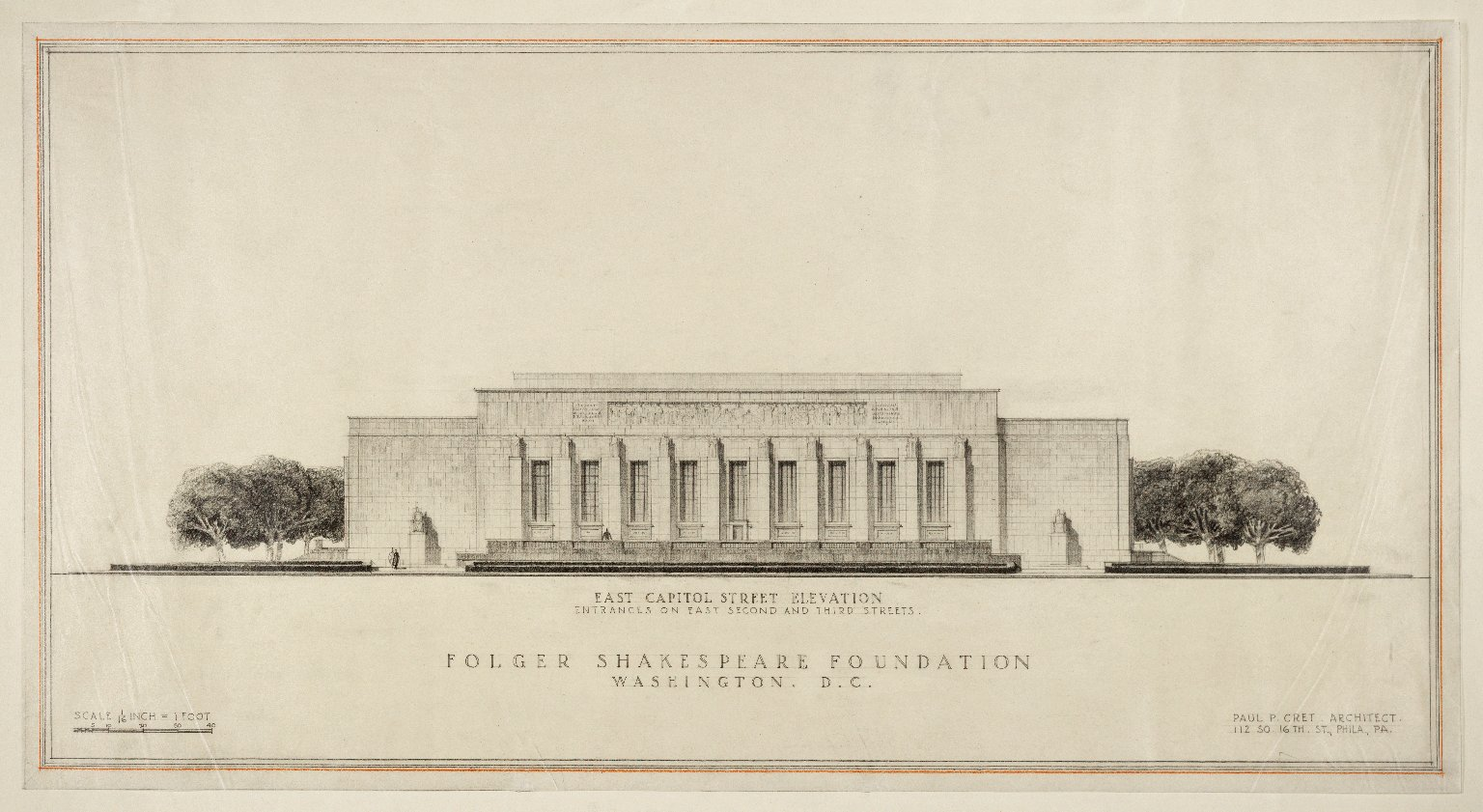
Diseños originales de Paul Philippe Cret para la fachada este de la Biblioteca Folger Shakespeare, principios de la década de 1930.

El edificio principal de la biblioteca fue diseñado por  Paul Philippe Cret . El exterior de mármol blanco incluye nueve bajorrelieves a nivel de calle de escenas de las obras de Shakespeare creadas por el escultor John Gregory, una réplica en aluminio de una estatua de Puck realizada por Brenda Putnam, así como muchas inscripciones seleccionadas personalmente por Henry Folger. Las grandes rejas de puertas y ventanas Art Déco son de aluminio.
En el interior, el edificio está diseñado en estilo Tudor con paneles de roble y techos de escayola. El vestíbulo del Teatro Isabelino contiene la estatua de mármol original de Puck (restaurada y trasladada al interior en 2001) y una pintura arquitectónica del muralista Austin M. Purves Jr. Las dos salas de lectura (una agregada a principios de la década de 1980) están reservadas para uso de académicos. Los espacios públicos incluyen la gran galería de exposiciones, una tienda de regalos y un teatro isabelino.

## Arquitectura

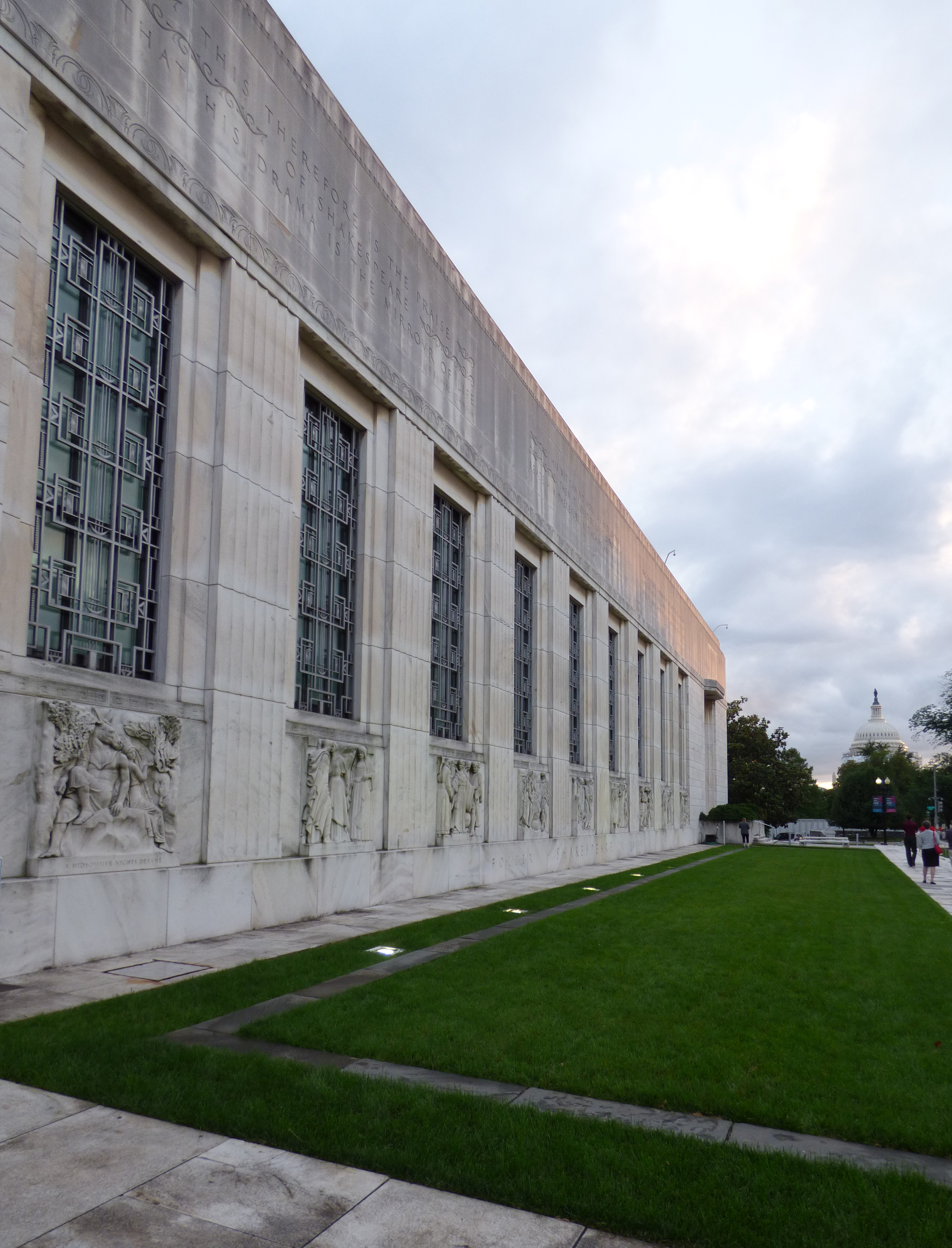
Una vista en ángulo de East Capitol Street con la cúpula del Capitolio de los Estados Unidos en la distancia

La búsqueda de un arquitecto por parte de Henry Folger comenzó con un conocido, Alexander B. Trowbridge, que había rediseñado una casa en Glen Cove, Long Island, en el antiguo estilo inglés que los Folger estaban ansiosos por incluir en su biblioteca. Folger contrató a Trowbridge en 1928, pero Trowbridge prefirió consultar, en lugar de ser el arquitecto principal, por lo que recomendó Paul Phillippe Cret. Trowbridge y Cret compartieron una visión similar para el diseño de la Biblioteca: un edificio neoclásico que despojó la fachada de cualquier elemento decorativo. Aunque los Folger inicialmente habían deseado un edificio enteramente isabelino, finalmente acordaron que un edificio neoclásico se combinaría con otros edificios existentes en Capitol Hill. Para conservar la calidad isabelina en el exterior del edificio, Cret y Trowbridge propusieron decorar la fachada con escenas de las obras de Shakespeare. Actualmente, las esculturas en relieve incluyen escenas de Enrique IV, Hamlet, Macbeth, El rey Lear, Julio César, El mercader de Venecia, El sueño de una noche de verano, Ricardo III y Romeo y Julieta.
En 1959, Folger contrató a Harbeson, Hough, Livingston y Larson , una empresa de Filadelfia que sucedió a Cret's, para diseñar una nueva ala construida sobre un estacionamiento trasero. Las ampliaciones también dieron lugar a un jardín en la azotea encima de la nueva ala. Un segundo edificio Folger, el Haskell Center, abrió sus puertas en 2000 al otro lado de Third Street desde el edificio original. El edificio de oficinas del siglo XIX fue adaptado por el arquitecto Andrew K. Stevenson para albergar al personal de educación y programas públicos de la biblioteca.
Actualmente, Folger mantiene una hilera de casas adosadas en Third Street para brindar alojamiento a académicos, lectores, becarios, participantes en los programas del Instituto Folger y otros visitantes.